# Borgo Montello
Borgo Montello (già Conca) è una frazione del comune di Latina fondata negli anni trenta nell'ambito della bonifica e colonizzazione dell'Agro Pontino. Il nome della frazione è spesso ricollegato alla discarica sita al confine con Borgo Bainsizza.

## Toponomastica
La toponomastica del borgo ricorda prevalentemente le antiche città del Lazio, per esempio Anzio, Suessa Pometia e Vescia. Esiste anche una piazza-giardino intitolata al parroco Don Cesare Boschin.
I precedenti toponimi ricordavano i teatri dei grandi scontri della prima guerra mondiale.

## Storia
Borgo Montello è una località situata a nord di Latina già nota con il nome di Conca, con il caratteristico centro storico risalente all'anno 1000, e comprende il Castello antica residenza dei nobili conti Corsini e a seguire dei Conti Mazzoleni, oggi il castello è una residenza privata, con il caratteristico antico Granaio e (ristrutturato e riportato all'antico splendore, oggi sede di una sezione della Protezione Civile della Regione Lazio) con le antiche scuderie (oggi adibite ad abitazioni private) ed altre servitù adibite un tempo per gli usi del centro e le cui mura antiche racchiudono nel centro storico la Chiesa della Santissima Annunziata (XVII secolo) dove Santa Maria Goretti ricevette la Prima Comunione.
La popolazione è in massima parte discendente dei pionieri della bonifica di origine friulana, veneta ed emiliana, e mantiene i tratti culturali tipici delle comunità venetopontine.